# شهادة عضوية كلية الجراحين الملكية
شهادة عضوية كلية الجراحين الملكية (بالإنجليزية: Membership of the Royal College of Surgeons)‏ ـ وتسمى اختصاراً MRCS ـ هي شهادة تخصصية تُمنَح للجراحين عن طريق الكليات الملكية الأربع في المملكة المتحدة وأيرلندا، وهي:
- كلية الجراحين الملكية بإنجلترا
- كلية الجراحين الملكية بإدنبرة
- كلية الأطباء والجراحين الملكية بغلاسغو
- كلية الجراحين الملكية بأيرلندا

كانت كل من الكليات الملكية الأربع سالفة الذكر تعقد امتحاناتها بشكل مستقل، ولكن وفقاً لمنهج علمي موحد، حتى يناير 2004، حيث وحدت الكليات الأربع امتحاناتها في امتحان موحد يسمى «الامتحان المشترك لعضوية الكلية الملكية للجراحين» (بالإنجليزية: Intercollegiate MRCS)‏.
وهناك درجة علمية أخرى تمنحها هذه الكليات هي درجة زمالة كلية الجراحين الملكية (بالإنجليزية: Fellowship of the Royal College of Surgeons)‏ والتي تسمى اختصاراً FRCS، وهي أكثر تخصصاً من درجة العضوية، حيث يُمنح من يجتاز امتحاناتها درجة التخصص في أفرع الجراحة مثل جراحة العظام، وجراحة المسالك البولية، وجراحة القلب والصدر، إلخ، وتُمنح هذه الدرجة بعد اجتياز امتحان يعقب عامين من التدريب الجراحي المتقدم (بالإنجليزية: Higher Surgical Training)‏، وقد كانت درجة العضوية أيضاً يُشترط للتقدم لامتحاناتها أن يستكمل الطبيب فترة تسمى بالتدريب الجراحي الأساسي (بالإنجليزية: Basic Surgical Training)‏ ولكن بعد التعديلات الجديدة أصبح يُسمح للأطباء بدخول بعض أجزاء هذا الامتحان الثلاث دون اشتراط الحصول على التدريب الجراحي الأساسي.
ورغم أن درجتي العضوية والزمالة وضعتا في الأساس لتأهيل الجراحين في بريطانيا وأيرلندا إلا أن معظم المتقدمين لهاتين الدرجتين هما في الأساس من خريجي كليات الطب في دول العالم الثالث، ونظراً لإقبال هؤلاء الأطباء على مثل هذا الامتحان فقد بدأت الكليات الأربع في عقد بعض امتحاناتها خارج بريطانيا وأيرلندا.

## وصلات خارجية
- Intercollegiate MRCS - official website
- Royal College of Physicians and Surgeons of Glasgow
- Royal College of Surgeons of Edinburgh
- Royal College of Surgeons of England
- Royal College of Surgeons in Ireland